# Kudia Tahar
Kudia Tahar era una posición militar española de época del protectorado español de Marruecos situada en Beni Karrich, Marruecos. 

## Historia
Durante la guerra del Rif formaba parte del anillo que defendía Tetuán de la que distaba 8 km. El día 3 de septiembre de 1925, a las seis de la mañana, sufrió un ataque por parte de las fuerzas rifeñas que la cercaron y atacaron con un harca de alrededor de 4000 hombres y artillería, sin lograr tomarla. El asedio se prolongó hasta el 13 de septiembre. En el momento del ataque la guarnición española estaba formada por 130 hombres y un destacamento de artillería que servía cuatro piezas Schneider de 70 mm. La defensa de Kudia Tahar provocó numerosas bajas y se concedieron diferentes medallas militares, tanto a los defensores como a los que participaron en las operaciones de liberación y socorro a la posición.

- Datos: Q115799354